# Liste der kanadischen Botschafter bei der Europäischen Union
Dies ist die Liste der kanadischen Botschafter bei der Europäischen Union. Der offizielle englische Titel der kanadischen EU-Botschafter lautet: „Head of Mission“ bzw. (seit 2002) „Ambassador Extraordinary and Plenipotentiary“. Die Liste verzeichnet auch die Botschafter bei den drei Europäischen Gemeinschaften, einen Posten, den Kanada erstmals 1960 vergab.
| Botschafter                  | Beginn der Amtszeit | Ende der Amtszeit  |
| ---------------------------- | ------------------- | ------------------ |
| Sydney David Pierce          | 17. März 1960       | 31. Oktober 1965   |
| Paul Tremblay                | 13. Mai 1966        | 16. Februar 1970   |
| A. Randolph A. Gherson       | 17. Februar 1970    | 28. Januar 1971    |
| James Coningsby Langley      | 10. Dezember 1970   | 28. Juni 1975      |
| Marcel Cadieux               | 27. März 1975       | 8. September 1978  |
| Richard Marcus Tait          | 12. Oktober 1978    | 9. September 1982  |
| Jacques Gignac               | 22. September 1982  | -                  |
| Robert K. Joyce              | 15. November 1985   | -                  |
| Craig Thomas MacDonald       | Oktober 1986        | -                  |
| Daniel Albert Bernard Molgat | 22. Januar 1987     | 23. September 1987 |
| Gordon Scott Smith           | 1991                | 12. August 1994    |
| Jacques Silva Roy            | 30. August 1994     | -                  |
| Jean-Pierre Juneau           | 11. September 1996  | -                  |
| James K. Bartleman           | 26. Juli 2000       | -                  |
| Jeremy Kinsman               | 1. August 2002      | -                  |
| Ross Hornby                  | 14. Juni 2006       | -                  |